# Dům čp. 88 (Zlaté Hory)
Dům čp. 88 se nachází na náměstí Svobody ve Zlatých Horách v okrese Jeseník. Byl zapsán do Ústředního seznamu kulturních památek ČR před rokem 1988 a je součástí městské památkové zóny.

## Historie
Zlaté Hory, někdejší Cukmantel, zažily největší rozvoj v 16. století, kdy zde byla výnosná těžba zlata. V 17. století je město za třicetileté války vyrabováno Švédy a pak následovaly čarodějnické procesy. Mezi další postihy v průběhu století (16., 17. 18. a 19. století) byly požáry, povodně, různé epidemie, válečné útrapy a ve 20. století světové války. Pohromy se projevily ve schopnosti obyvatel se vzchopit a město obnovit. Výstavba měšťanských domů od jeho povýšení na město ve 14. století byla těmito událostmi poznamenána. Většina domů má středověký původ. Jádro zděných domů se nachází v centru města a mají rysy renesančního slohu. Další přestavby jsou v empírovém slohu, ve kterém se stavělo nebo přestavovalo ještě v 19. století. Ve 20. století byly stavby měněny v historizujícím, secesním, postsecesním i tradicionálním stylu, a také v socialistické architektuře. Po vybourání hradeb se k zachovalému historickému centru napojovaly okrajové části a město se začalo rozrůstat do šířky. V 19. století dochází k zasypání vodního koryta (1802), které procházelo náměstím, empírové přestavbě, vydláždění ulic (dláždění náměstí v roce 1833) a zavedení pouličního osvětlení (olejové lampy 1839). Na začátku 20. století vznikají lázně (1879) nová pohostinství, plynárna (1905) a je stavěna kanalizace, vodovod, elektrifikace (do roku 1914) a výstavba nových domů (1914). V šedesátých letech dochází k úpravě náměstí, bourání historických domů a stavbě unifikovaných staveb (panelových domů). V roce 1992 bylo historické jádro Zlatých Hor prohlášeno za městskou památkovou zónu – ta zahrnuje domy na ulici Kostelní, Palackého, Polská a na náměstí Svobody.
Mezi domy památkové zóny patří měšťanský dům na náměstí Svobody čp. 88 mezi domy čp. 87 a čp. 89. Do roku 1781 v domě byla lékárna. Na středověké parcele je gotické jádro přestavěné renezančně, po požáru v roce 1921 do empírové podoby. V roce 1996 byla provedena rekonstrukce domu, obnovena fasáda a střecha.

## Popis
Dům je řadová zděná jednopatrová stavba s atikovým patrem, zakončena sedlovou střechou, na kterou nasedá rámovaný trojúhelníkový štít s půlkruhovým oknem v tympanonu. Průčelí je tříosé, v přízemí v levé krajní ose je vstup s půlkruhovým zaklenutím a půlkulatým světlíkem v dřevěné zárubni. V pravé ose je výkladní skříň s půlkulatým záklenkem přesahující do střední osy. V patře je střední okno širší, okna jsou v profilovaných šambránách. V atice jsou okna stejné velikosti bez rámů. Dvorní průčelí je čtyřosé hladké se stupňovitým štítem. Přízemí dělí zeď na dvě části. Levá má valenou klenbu s lunetami a v chodbičce pruské placky. Pravá část je valeně klenutá. Vstup do sklepa je z levé části za schodištěm do patra. Sklep má valenou lomenou klenbu, dlažba je z plochých kamenů.